# Уругвайская кошачья акула
Уругвайская кошачья акула (лат. Scyliorhinus haeckelii) — малоизученный вид морских хрящевых рыб семейства кошачьих акул отряда кархаринообразных. Эндемик центрально-западной части Атлантического океана. Максимальный размер составляет 47 см.

## Таксономия
Впервые вид был описан в «Proceedings of the Biological Society of Washington» в 1970 году.
Голотип представляет собой самку длиной 38,5 см, пойманную в 1968 году на краю континентального шельфа у берегов Уругвая на глубине 190 м. Паратип — самец длиной 36,6 см, пойманный там же и тогда же.

## Ареал
Эндемик юго-западной части Атлантического океана. Обитает в верхней части материкового склона у берегов Бразилии и Уругвая на глубине 140—190 м.

## Описание
У уругвайской кошачьей акулы тонкое тело. Ширина головы составляет 2/3 от её длины. Бороздки имеются только по углам нижней челюсти. Ноздри прикрыты широкими клапанами, которые разделены узким промежутком. Второй спинной плавник существенно меньше первого. Основание первого спинного плавника находится позади основания брюшных плавников, а основание второго спинного плавника — над серединой основания анального плавника. Интердорсальное расстояние больше длины основания анального плавника. Кожа покрыта крупными плакоидными чешуйками. По спине и бокам разбросаны тёмные круглые пятна иногда с светлым центром. Длина этих акул не превышает 47 см.

## Биология
Беременные самки чаще всего попадаются в сентябре. Самцы и самки достигают половой зрелости при длине 35—40 см и 43 см соответственно. На этих акулах паразитируют цестоды Ahamulina catarina.

## Взаимодействие с человеком
Этот вид не представляет опасности для человека. Коммерческой ценности не имеет. Иногда попадает в сети в качестве прилова. Для оценки состояния сохранности вида данных недостаточно.